# Jean Barraqué
Jean Barraqué (Puteaux, 17 gennaio 1928 – Parigi, 17 agosto 1973) è stato un compositore francese.
Sviluppò una forma molto personale di serialismo, inquadrata nella sua piccola, ma appassionata, produzione di lavori molto complessi.

## Biografia
Barraqué nacque a Puteaux, Hauts-de-Seine. Nel 1931 la famiglia si trasferì a Parigi, dove studiò con Jean Langlais e Olivier Messiaen, grazie al quale si avvicinò al serialismo. Dopo aver completato la sua Sonata per pianoforte nel 1952, distrusse le sue opere precedenti. Un libro pubblicato dal critico francese André Hodeir, intitolato: La Musique depuis Debussy (1961), creò polemiche intorno Barraqué, poiché sostenne che questo lavoro, era, con tutta probabilità, la più bella sonata per pianoforte da dopo Beethoven. Siccome questa sonata era ancora pressoché sconosciuta e il compositore aveva all'attivo soltanto pochi lavori, le affermazioni contenute in quel libro furono ritenute "stravaganti" e accolte con un certo scetticismo. La musica di Barraqué è stata pubblicata a partire dal 1963, grazie all'imprenditore fiorentino Aldo Bruzzichelli, che ha fornito l'assistenza materiale di cui aveva bisogno il compositore. Tuttavia, questa sua promozione non poté, di certo, competere con quella della più nota Universal Edition di Vienna che pubblicava, tra gli altri: Pierre Boulez, Luciano Berio e Karlheinz Stockhausen. In ogni caso, la musica di Barraqué non ottenne un facile accesso, rispetto ai compositori più noti, nei festival di musica contemporanea, se non anni dopo la sua morte. Tra l'altro, lo stesso autore spesso esitava a dare alle stampe per la pubblicazione gran parte dei suoi lavori, fino a giungere alla drastica decisione finale di distruggerli completamente. Su un totale di circa una trentina di composizioni, solamente otto lavori costituiscono il suo catalogo molto esiguo. Nel 1964, fu coinvolto in un incidente stradale, mentre nel 1968 il suo appartamento fu distrutto da un incendio. Per tutta la sua vita fu malfermo in salute, ma la sua morte, a 45 anni, fu improvvisa e inaspettata; sembrava, infatti, avesse ripreso a lavorare seriamente su un ciclo di composizioni dedicate e intitolate alla Morte di Virgilio.

## Vita privata
Tra il 1952 e il 1956 era stato il compagno del filosofo Michel Foucault.

## Opere

### Completate
- Trois Mélodies per soprano e pianoforte (1950) (testi da  Charles Baudelaire e Arthur Rimbaud)
- Séquence per voce, percussioni e ensemble (1950-55) (testi di Friedrich Nietzsche)
- Piano Sonata (1950-52)
- Etude per 3-track tape (1952-3)
- Le Temps Restitué per soprano, coro e orchestra (1956-68) (testi di Hermann Broch)
- … au delà du hasard  per quattro insiemi strumentali e un insieme vocale (1958-9) (testi di Hermann Broch, adattati da Barraqué) (1960 diretta da Pierre Boulez con Yvonne Loriod nella Société Nationale de Musique di Parigi)
- Concerto per 6 insiemi strumentali e due strumenti solisti (vibrafono e clarinetto) (1962-8)
- Chant après Chant per  6 percussionisti, voce e pianoforte (1965-66) (testi di Barraqué e Hermann Broch)

### Incompiute, e allo stadio di schizzi
- Sonorité jaune (1957) (non portata a termine)
- Discours (c. 1961): sketch per voci e orchestra (frammenti non sufficientemente elaborati)
- Lysanias (c. 1966-9; 1972-3): sketch per tre voci soliste e orchestra (non portata a termine)
- Portiques du Feu (c. 1968; 1972-3): sketch per 18 voci soliste (solo un frammento della prima parte)
- Hymnes à Plotia (1972-3) per quartetto d'archi (non portato a termine)